# Topana, Olt
Topana este satul de reședință al comunei cu același nume din județul Olt, Muntenia, România. Se află în partea de nord a județului, în Podișul Cotmeana. La recensământul din 2002 avea o populație de 523 locuitori. Punct de acces către rezervația naturală Pădurea Topana. Biserica ortodoxă cu hramul Adormirea Maicii Domnului a fost ridicată în anul 1857 și are statut de monument istoric (cod:OT-II-m-B-09052).
 Acest articol despre o localitate din județul Olt este deocamdată un ciot. Puteți ajuta Wikipedia prin completarea lui.

Sat de o frumusețe rară cu păduri verzi de foioase, străbătut de râul Cungrea și cu celebrul copac,Tecul de la Ionicesti.